# Metiletiltriptamina
MET, ou N-metil-N-etiltriptamina é uma triptamina halucinogênica. É relacionada proximamente a DMT e DET. A massa molar do composto é de 202.295 g/mol.